# Udarni krater
O vulkanskih kraterjih glej članek vulkanski krater.
Udarni krater (tudi astroblem ali kar krater) je krožna ali ovalna depresija na površju, običajno na planetu, naravnem satelitu, asteroidu ali drugemu nebesnemu telesu, ki je nastala s trkom manjšega telesa meteorja s površjem. Barringerjev krater v Arizoni, ZDA, je značilni primer.
Starodavni kraterji, čigar relief je že izginil in je za njimi ostala le še sled, se imenujejo palimpsesti. Čeprav lahko predvidevamo, da bi velik udarec na Zemlji lahko pustil neizbrisljive posledice, pa stalni procesi, ki spreminjajo površje Zemlje, počasi zabrišejo učinke udarca. Erozija vetra in vode, napihan pesek, vodonosni sedimenti in tokovi lave sčasoma zakrijejo ali pokopljejo kraterje, ki so ostali po trkih. Pomembno vlogo igra tudi propadanje šibkega materiala skorje, predvsem na telesih zunanjega dela Osončja, ki so prekrita s skorjo ledu (npr. na Jupitrovi luni Kalisto).
Vendar pa nekateri dokazi ostanejo in tako je bilo na Zemlji odkritih preko 150 večjih kraterjev. Preučevanja teh kraterjev so omogočila geologom najdbo preostalih sledi drugih kraterjev, ki so bili večinoma zabrisani. Udarni kraterji so bili najdeni na skoraj vseh planetih in naravnih satelitih s trdnim površjem. S povečevanjem števila udarnih kraterjev na površju se tudi spreminja videz površja. Tako lahko ocenimo starost zunajzemeljskega površja. Po določenem času pa pride do ravnotežja, ko stari kraterji postanejo uničeni z nastankom novih.